# Liste der Resolutionen des UN-Sicherheitsrates (1970)
Diese Liste der Resolutionen des UN-Sicherheitsrates nennt die 16 vom Sicherheitsrat der Vereinten Nationen im Jahr 1970 verabschiedeten Resolutionen.
| Nummer | Beschluss vom | Gegenstand                                                     | Mission |
| ------ | ------------- | -------------------------------------------------------------- | ------- |
| 276    | 30. Januar    | Situation in Namibia                                           |         |
| 277    | 15. März      | Anfrage bezüglich der Situation in Südrhodesien                |         |
| 278    | 11. Mai       | Unabhängigkeit Bahrains                                        |         |
| 279    | 12. Mai´!     | Situation im Nahen Osten                                       |         |
| 280    | 19. Mai       | Situation im Nahen Osten                                       |         |
| 281    | 9. Juni       | Situation auf Zypern                                           | UNFICYP |
| 282    | 11. Mai       | Apartheidpolitik Südafrikas                                    |         |
| 283    | 29. Mai       | Situation in Namibia                                           |         |
| 284    | 29. Mai       | Situation in Namibia                                           |         |
| 285    | 5. September  | Situation im Nahen Osten                                       |         |
| 286    | 9. September  | Zunehmende Häufigkeit von Flugzeugentführungen                 |         |
| 287    | 10. Oktober   | Aufnahme Fidschis als neues Mitglied in die Vereinten Nationen |         |
| 288    | 17. November  | Anfrage bezüglich der Situation in Südrhodesien                |         |
| 289    | 23. November  | Beschwerde Guineas gegenüber Portugal                          |         |
| 290    | 8. Dezember   | Beschwerde Guineas gegenüber Portugal                          |         |
| 291    | 10. Dezember  | Situation auf Zypern                                           | UNFICYP |